# 鈴木三右衛門
鈴木 三右衛門（すずき さんえもん、1903年3月25日 - 没年不詳）は、日本の俳優である。本名同じ。旧芸名は鈴木 三ヱ右衛門（読み同じ）、鈴木 左衛門（すずき さえもん）、川越 一平（かわごえ いっぺい）、鈴木 大介（すずき だいすけ）。

## 来歴・人物
1903年3月25日、埼玉県比企郡川島町牛ヶ谷戸に生まれる。
1923年11月に開校された日本映画俳優学校の一期生として、1925年5月に卒業。同年、日活大将軍撮影所に入社し、脇役として活躍する。1934年には日活多摩川撮影所に移籍し、1936年の熊谷久虎監督映画『情熱の詩人啄木 ふるさと篇』など多数の作品に出演した。
戦後、東宝を経て1956年に日活に復帰。以後も脇役として十数本の作品に出演したが、1964年の山崎徳次郎監督映画『ギターを抱えたひとり旅』以降の出演作品が見当たらず、以後の消息は不明である。没年不詳。また、1930年代初頭・東宝時代には川越一平、戦時中には鈴木左衛門、1960年代初頭には鈴木大介という芸名で活動していた。

## 出演作品
- 夫婦全集（1927年、日活大将軍） - 友人瀬戸
- 愛の町（1928年、日活大将軍） - 菊池家三太夫
- 思ひ出の水夫（1928年、日活大将軍）
- 生ける人形（1929年、日活太秦）
- 大洋児出船の港（1929年、日活太秦）
- 天国其日帰り（1930年、日活太秦）
- 山に鳴る男（1931年、日活太秦） - 亭主
- しかも彼等は行く 前・後篇（1931年、日活太秦） - 植木屋の爺
- 五人の愉快な相棒（1931年、日活太秦） - 生糸楽本舗主人
- 仇討選手（1931年、日活太秦） - 床屋のおやじ
- 前線部隊（1934年、日活多摩川） - 加藤の父
- うら街の交響楽（1935年、日活多摩川） - 老夫婦
- 無情の夢（1935年、日活多摩川） - 健造
- 少年靴屋（1935年、日活） - 三輪政吉
- 人生劇場（1936年、日活多摩川） - 上園
- 生命の冠（1936年、日活多摩川） - 漁夫
- 隣の奥さん（1936年、日活多摩川） - 美知子の父
- 高橋是清自伝 前・後篇（1936年、日活多摩川） - 同父
- 蒼氓（1937年、日活多摩川） - 本倉
- 裸の町（1937年、日活多摩川）
- 限りなき前進（1937年、日活多摩川）
- 令嬢殺し犯人（1938年、日活多摩川） - 金子宗吉
- 路傍の石（1938年、日活多摩川） - 巡査
- 爆音（1939年、日活多摩川） - 東京のおぢさん
- 土（1939年、日活多摩川） - 源さん
- 汐風の乙女（1939年、日活） - 直蔵
- 歴史 第一部 動乱戊辰（1940年、日活多摩川） - 福島屋平兵衛
- 悲曲「母」（1940年、日活多摩川）
- 武蔵野夫人（1951年、東宝）
- 生きる（1952年、東宝）
- 吹けよ春風（1953年、東宝）
- 安五郎出世（1953年、東宝） - 軍造 漁業組合理事長
- 花の中の娘たち（1953年、東宝） - 吉村
- 太平洋の鷲（1953年、東宝） - 特高係官A[3]
- 七人の侍（1954年、東宝）
- 潮騒（1954年、東宝）
- むすめ巡礼 流れの花（1956年、日活） - 駐在の警官
- 女子寮祭（1957年、日活） - 先生
- 狂った関係（1957年、日活） - 和尚
- フランキー・ブーチャンのあゝ軍艦女護が島奮戦記（1957年、日活）
- 美しき不良少女（1958年、日活） - 校長
- 陽のあたる坂道（1958年、日活） - 一杯のみ屋の親爺
- 素っ裸の年令（1959年、日活）
- ギターを持った渡り鳥（1959年、日活） - 海上保安官1
- 白銀城の対決（1960年、日活） - 助役
- 海を渡る波止場の風（1960年、日活） - ビワ畠の主人
- 星の瞳をもつ男（1962年、日活） - 榊欣造
- 浅草の灯 踊子物語（1964年、日活）
- 鉄火場破り（1964年、日活） - 人力車の客
- 執炎（1964年、日活）
- ギター抱えたひとり旅（1964年、日活）